# JavaFX Script
JavaFX Script es un lenguaje de programación diseñado por Sun Microsystems, que forma parte de la familia de tecnologías JavaFX en la plataforma Java.
JavaFX apunta al dominio de aplicaciones enriquecidas de Internet (compitiendo con Adobe Flex y Microsoft Silverlight), se especializa en el desarrollo rápido de aplicaciones visualmente ricas para los mercados móviles y de escritorio. JavaFX Script funciona con entornos de desarrollo integrados, tales como NetBeans y Eclipse. JavaFX es liberado bajo la Licencia Pública General de GNU, a través del proyecto patrocinado por Sun, OpenJFX.

## Historia
JavaFX Script se llamaba F3 por Form Follows Function. F3 fue desarrollado principalmente por Chris Oliver, quien se convirtió en un empleado de Sun a través de su adquisición de SeeBeyond Technology Corporation en septiembre de 2005.
Su nombre fue cambiado a JavaFX Script, y llegó a ser de código abierto en JavaOne 2007.
Todo el código, documentación y demos se comparten en el Sitio Web de Desarrollo de Proyectos OpenJFX.
JavaFX 1.0 fue lanzado el 4 de diciembre de 2008.
El 10 de septiembre de 2010 Oracle anunció en JavaOne que JavaFX Script se suspendiá, aunque la API de JavaFX se pondría a disposición de otros idiomas para la Máquina Virtual de Java.

## Características
JavaFX Script es un lenguaje compilado, estáticamente tipado, declarativo y Scripting para la plataforma Java. Proporciona enlaces de datos automáticos, mutación de disparadores y animación declarativa, utilizando una sintaxis de lenguaje de expresión.
A través del API estándar de JavaFX son soportados los gráficos vectoriales en modo retenido, la reproducción de video y componentes estándar de Swing.
Aunque F3 comenzó su vida como un lenguaje interpretado, antes de la primera versión preliminar (Q3 2008) JavaFX Script ha cambiado el enfoque a ser predominantemente compilado. JavaFX Script Interpretado es todavía posible, a través del puente 223 JSR 'Scripting de Java'. Debido a que está construido sobre la plataforma Java, es fácil de utilizar clases de Java en código JavaFX Script. JavaFX Script Compilado es capaz de funcionar en cualquier plataforma que tenga una reciente ejecución de Java instalada.
- Datos: Q609804